# Bernburg (Aktion T4)

Dans une aile de l'« Établissement provincial de soin et de santé » de Bernbourg sur la Saale (Saxe-Anhalt) était situé entre le 21 novembre 1940 et le 30 juillet 1943 un établissement d’exécution des personnes définies par le programme Aktion T4 comme devant être éliminées. Plus de 14 000 personnes, malades mentales ou opposantes politiques (ce qui était équivalent selon l'idéologie nazie) y sont assassinées par asphyxie au monoxyde de carbone en chambre à gaz.

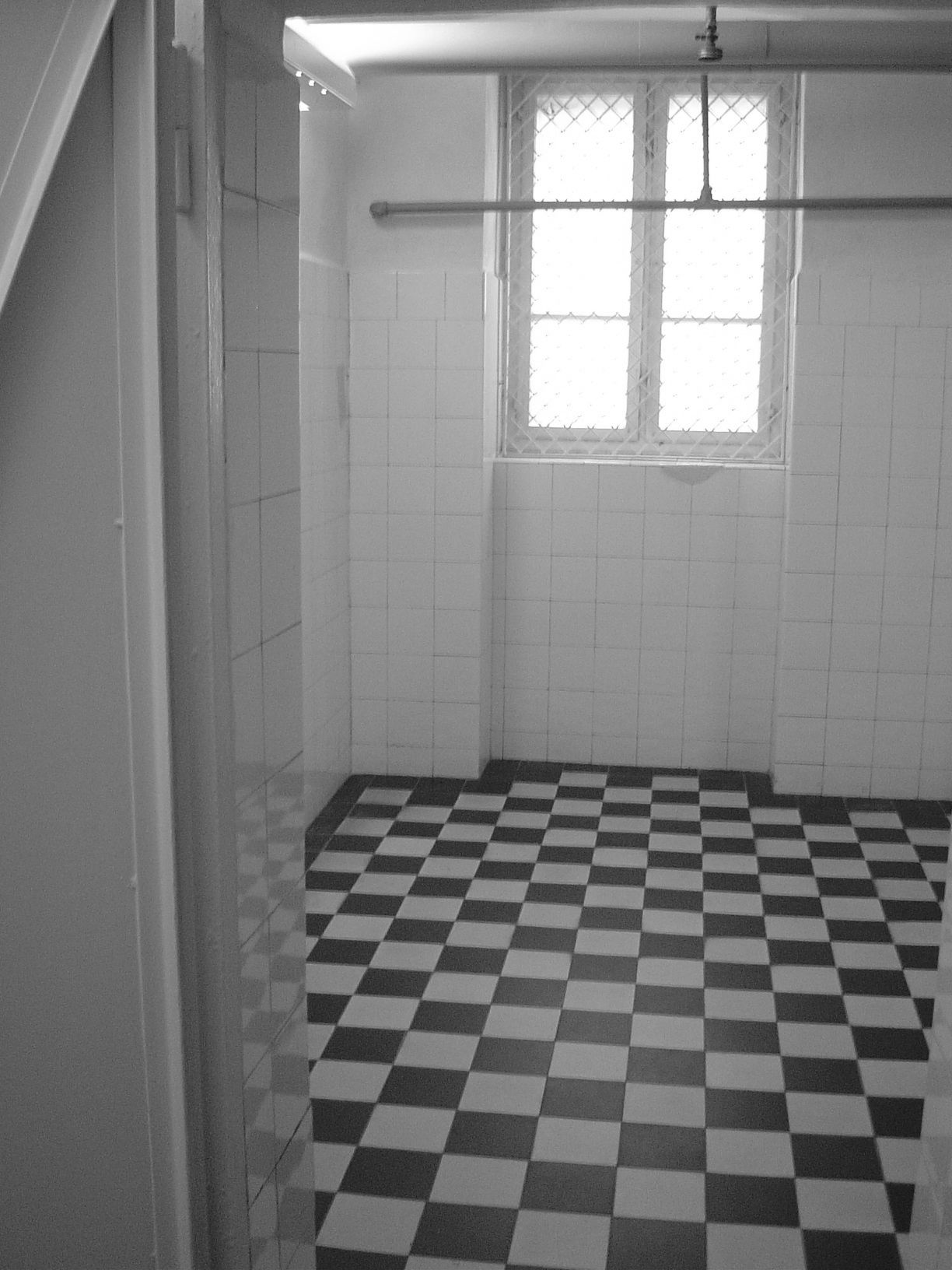
La chambre à gaz

## Victimes connues
- Olga Benário (1908-1942),
- Käthe Leichter (1895-1942),
- Mary Pünjer (1904-1942),
- Henny Schermann (1912-1942).

## Établissement Zwischenanstalten
- Province de Saxe: Jerichow (390), Uchtspringe (District de Stendal) (864), Altscherbitz près de Schkeuditz (District de Delitzsch) (1 385)
- Province du Brandenbourg: Görden près de Brandenburg (1 110), Neuruppin (1 497) Teupitz, District de Teltow (1 564)
- Land Braunschweig: Königslutter (423)

## Nombre de victimes de la première phase d'extermination
Selon une statistique interne du programme T4 qui a pu être conservée, 9 385 personnes ont été assassinés à Bernburg en seulement 10 mois (du 21 novembre 1940 au 1er septembre 1941) :
| 1940 | novembre | décembre | 1941 | janvier | février | mars  | avril | mai   | juin  | juillet | août | Total |
| ---- | -------- | -------- | ---- | ------- | ------- | ----- | ----- | ----- | ----- | ------- | ---- | ----- |
|      | 397      | 387      |      | 788     | 939     | 1 004 | 1 084 | 1 316 | 1 406 | 1 426   | 638  | 9 385 |

(Source: Statistique Hartheimer in  Ernst Klee, Documents, Doc. 87, S. 232)